# إسماعيل بلقاسمي
إسماعيل عبد الفتاح بلقاسمي (من موليد 24 يونيو 1993 في سور الغزلان) هو لاعب كرة قدم جزائري يلعب مع اهلي طرابلس في في الدوري اليبي الممتاز.

## روابط خارجية
- إسماعيل بلقاسمي على موقع قاعدة بيانات كرة القدم.إي يو (الإنجليزية)
- إسماعيل بلقاسمي على موقع Soccerway.com (الإنجليزية)